# Хворостецкий, Иван Фёдорович
Иван Фёдорович Хворостецкий (18 апреля 1888, Юридики — 19 ноября 1958, Почаев) — советский украинский художник-пейзажист. Ученик и друг Ф. Г. Кричевского.

## Биография
Окончив церковно-приходскую школу, работал в иконописной мастерской. Участвовал в росписи церквей на Волыни. В 1906 г. переехал в Киев, работал подмастерьем у иконописцев. В 1908 г. поступил в Киевское художественное училище. Очень плодотворно работает в 1920-е гг. Член Ассоциации художников Красной Украины. В 1928 г. его картина «Прачки» отмечена на Биеннале в Венеции. С 1935 г. работает в Киевском художественном институте. Во время оккупации не смог эвакуироваться, уехал из Киева и переехал к себе на родину в г. Почаев на Волыни.
После войны в результате поездки в Крым в 1950 г. создаёт серию крымских пейзажей — его новый успех после длительного творческого простоя, вызванного болезнью и войной. В последние годы создаёт свои лучшие картины, в которых существенно расширяется цветовая гамма.